# Lipowiec (Koszęcin)
Lipowiec – część wsi Koszęcin w Polsce, położona w województwie śląskim, w powiecie lublinieckim, w gminie Koszęcin.
W latach 1975–1998 Lipowiec administracyjne należał do województwa częstochowskiego.